# Canto antifonal

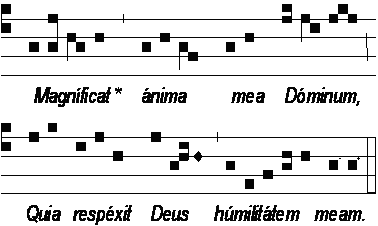
Antífona del "Magnificat" para el lunes.

Canto antifonal es un tipo de canto gregoriano, que consiste en la alternancia en las voces, entre dos cuerpos corales. Procedente de la antífona de repertorio amplio, es una forma musical con estribillo. También puede definirse el canto antifonal cuando dos semicoros se alternan en el canto.

## Tipos

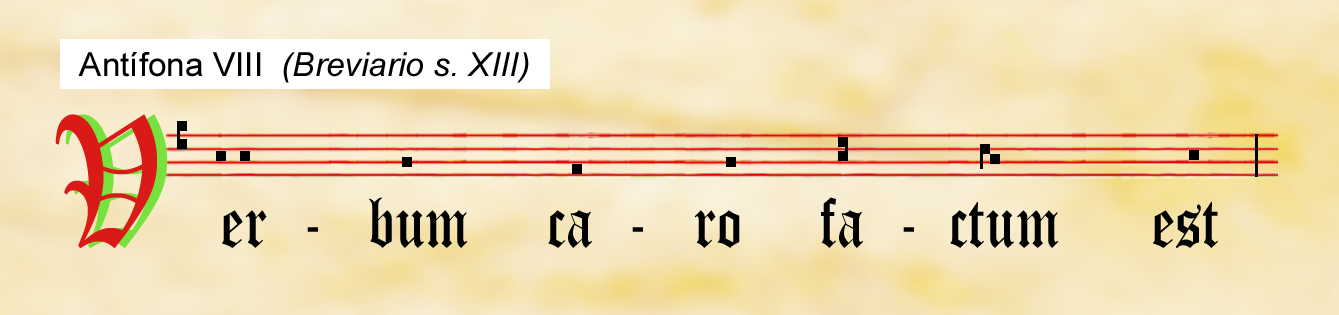
Antífona: Verbum caro. Fragmento de Breviario del. Archivo ACCO, Catedral de Orense. Copia moderna.

Repetición simple - versículos diferentes cantado bajo la misma melodía por coros alternos.
Repetición progresiva - la música alterna de dos en dos los versículos
Formas de refrán - música diferente en dos estrofas más el refrán.